# Terdetes
Terdetes (em grego: Τερδέτης; romaniz.: Terdétes) foi um oficial e notável de origem laze do século VI, ativo no tempo do rei Gubazes II (r. 541–555). Sua carreira é desconhecida, exceto que serviu num posto equivalente ao mestre dos ofícios bizantino. Em 550, contudo, confrontou o rei e utilizou sua autoridade para entregar a fortaleza de Tzibilis, situada na terra dos apsílios, para o Império Sassânida do xá Cosroes I (r. 531–579). Provavelmente foi morto quando os apsílios recuperaram o forte para os lazes.